# Microregiunea Gyál
Microregiunea Gyál (în maghiară Gyáli kistérség) a fost o microregiune statistică (kistérség) din județul Pest, Ungaria.
Cu o populație de 46.689 locuitori și o suprafață de 286,54 km2, aceasta a existat până în 2014, când în Ungaria, microregiunile ”kistérségek” au fost înlocuite de districte (járások).